# Jumpstyle
Genres dérivés
Tekstyle, melbourne bounce
Le jumpstyle est un sous-genre musical dérivé de la techno hardcore, ayant émergé en Belgique et aux Pays-Bas, et par la suite popularisé en Europe, comme en Irlande, au Royaume-Uni et en France. La danse typique au jumpstyle est appelée jumpen (du mot anglais jump — sauter — et du suffixe verbal allemand/néerlandais -en, signifiant également « sauter »).
Le terme désigne également un type de danse accompagnant le genre musical, popularisé vers la fin des années 1990 dans le nord de l'Europe, essentiellement par le danseur Patrick Jumpen, et par des artistes musicaux tels que, Chicago Zone, Coone, Headhunterz, Ronald-V, E-Max, Lobotomy Inc., Atomik V et Gave qui sont toujours des références dans ce style musical.

## Histoire
Les origines stylistiques du jumpstyle peuvent être retracées à la fin des années 1990, à la même période que l'émergence massive des musiques techno hardcore et gabber aux Pays-Bas. Ce genre musical, prôné par Da Boy Tommy,, commence par s’exporter en dehors des frontières belgo-néerlandaises jusque dans les pays frontaliers comme la France, et même les pays nordiques tels que le Danemark, la Norvège, la Suède, la Finlande ou encore la Lituanie. À la fin des années 1990, son expansion continue vers des destinations comme l’Espagne à travers des compilations musicales de discothèques makina telles que Pont Aeri et Xque, puis partout en Europe.
Dès 2005, le jumpstyle se popularise vivement à l'international, et principalement en Belgique. De nombreux groupes émergent tels que Scooter, DJ Furax et Coone qui aident par la suite à la popularisation du genre. En 2007, le genre musical fait une grande réapparition à l'international grâce à une danse nommée tecktonik, une danse émergente des années 2000. Parallèlement, le jumpstyle atteint un pic de popularité entre 2007 et 2008 grâce au succès des vidéoclips The Question Is What Is The Question et Jumping all over the World du groupe Scooter, menant leur 13e album à accéder aux classements britanniques. Pendant cette même période, Patrick Jumpen atteint les classements néerlandais avec ses musiques Holiday et The Secret. Aux Pays-Bas, des groupes tels que Jeckyll and Hyde font paraître des musiques à succès telles que Frozen Flame et Freefall,. Du côté nord-américain, le groupe originaire de Los Angeles Captain Ahab, tente d'amener le jumpstyle aux États-Unis, à cause du manque d'audience associé à la musique, en composant leur album Captain Jumpstyle, notamment.
En 2012, Da Boy Tommy, considéré par les médias comme le père fondateur du jumpstyle, décède à la suite d'un accident de voiture, après avoir été maintenu dans un coma artificiel à l'hôpital Sint-Jan de Bruges,.

## Caractéristiques
Le jumpstyle se caractérise principalement par des lignes de kicks courts et semi-distordus axées hard house et techno hardcore, et plus précisément orientées gabber, dont le tempo oscille généralement entre 140 et 160 BPM, selon les sources.

## Danse connexe

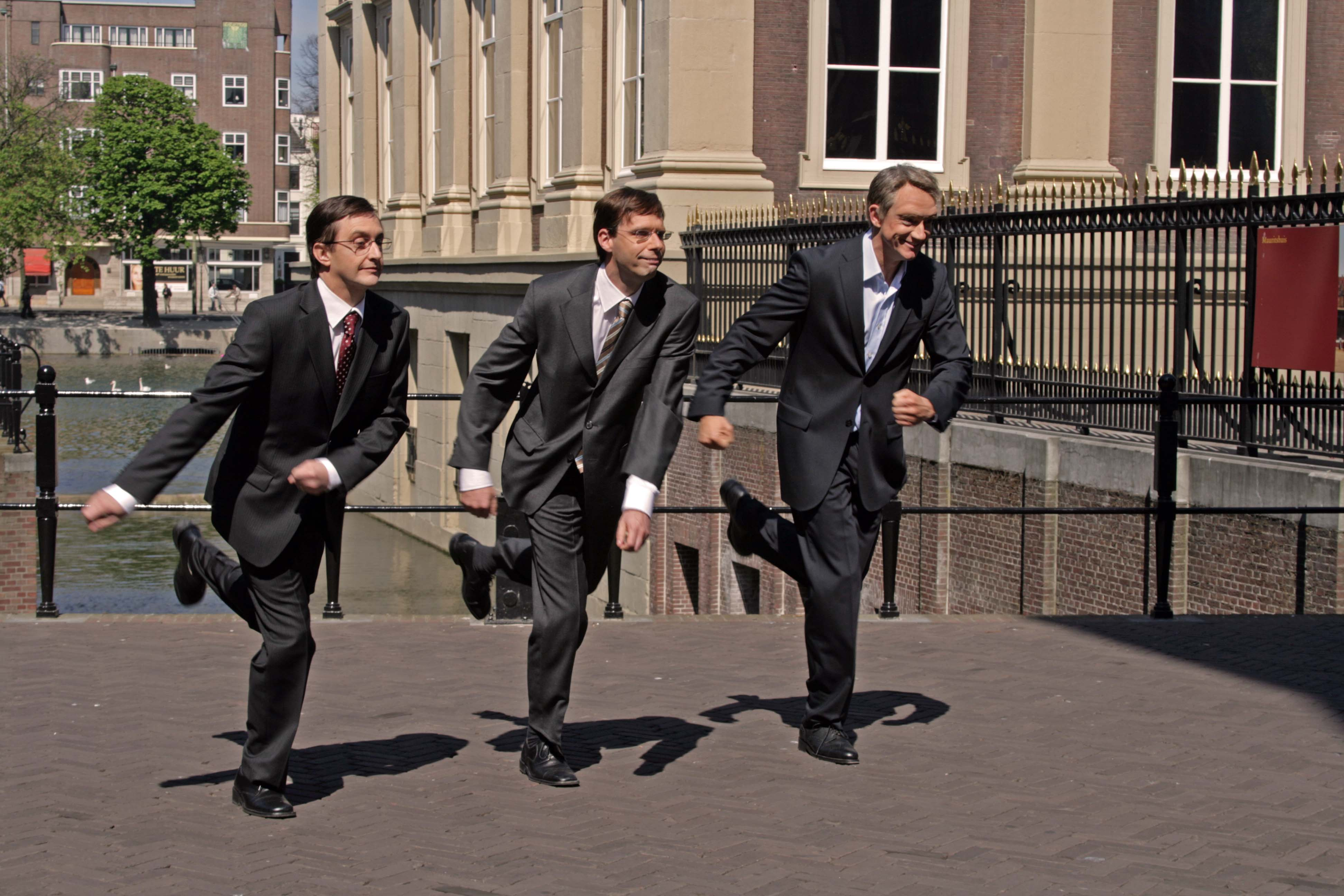
Trois danseurs de rue pratiquant le jumpstyle aux Pays-Bas.

Le jumpstyle, en soi un genre musical, est également un type de danse, aussi appelé jumpen, composé de petits pas sautés effectués sur le tempo (défini par la fréquence du kick). Lorsque les pieds du danseur touchent le sol, ils sont soit joints (marque le début de la danse, souvent deux temps avant un couplet de chanson), il est dit que le danseur saute sur place, soit écartés vers l’avant et l’arrière (pied gauche en avant, pied droit en arrière, et inversement). La première variante est d’avoir un pied, au choix, au sol et l’autre en l’air, le genou légèrement plié.
Le jumpstyle fait partie de la famille des hard dance. Ce style de danse attire un certain nombre de fans au niveau international grâce, entre autres, aux vidéos mises en ligne par Patrick Jumpen, dans lesquelles il montre la manière de réaliser les premiers pas de base, ainsi que plusieurs de ses chorégraphies. Également, des concours internationaux de danse sont de temps à autre organisés dans des pays comme l'Australie, la Russie, l'Allemagne et l'Espagne. Grâce à Internet, le genre se propage partout dans le monde, et une variante du jumpstyle se créée avec le temps comme le hardjump dansé sur du hardstyle ; il comprend plusieurs variantes incluant oldschool, hardjump et ownstyle. Plusieurs tutoriels de particuliers sont disponibles sur les réseaux sociaux.
Le journal français Libération considère le jumpstyle comme « une version mondialisée et bien peignée du hakken », le type de danse typique des gabbers. Pour Télérama « le jumpstyle est une danse ultra dynamique qui dure initialement 20 à 30 secondes, enchaînement de sauts et de mouvements saccadés. » Ce type de danse « solitaire et apolitique », évolue selon les pays, influencée directement par les danses traditionnelles : « en Europe de l’Est, les sauts sont plus aériens, tandis qu’en France, en Espagne ou en Italie, les mouvements sont plus ancrés dans le sol. »

## Évènements
Au niveau des évènements, beaucoup sont organisés principalement par le label d'évènements belge Bassevents ou encore Q-dance. Ces évènements sont animés pour la plupart par des MC reconnus dans le milieu hard dance. À Tournai, en Belgique, quelques discothèques comme Complexe Cap'tain et Pulse Factory organisent des soirées jumpstyle. The Oh!, dont DJ Pedroh en est le disc-jockey résident, une boîte de nuit située à Ostende organise plusieurs soirées à variantes musicales dont le hardstyle, le hardcore, et le jumpstyle.
Du côté des arts du spectacle, l'école de danse contemporaine de Montréal propose en 2015 une chorégraphie des quinze étudiants en dernière année montés par le collectif parisien (La)Horde, intitulée Avant les gens mouraient, qui réinterprète les gestes du hakken et des danses du jumpstyle et du hardstyle. Sa création s'effectue en 2014, et la chorégraphie est présentée les 8 et 9 mai 2015 à la Maison des pratiques artistiques amateurs de la Ville de Paris. En 2018, le collectif propose des spectacles relatifs à cet art, en regroupant sur scène des autodidactes de toute l’Europe pour To da Bone,. Fort de son expérience dans To Da Bone, Kevin Martinelli aka MrCovin fonda la compagnie Post Neo en 2019, qu'il dirige avec Thomas Hongre aka ToPa puis Romain Genna aka Cyber à Villeneuve-d'Ascq. Post Neo est la première compagnie de danse autour des hard dance fondée par des danseurs autodidactes de ces danses, dont le jumpstyle. Elle se positionne en acteur de l'évolution contemporaine du Jumpstyle à l'échelle internationale. Kevin Martinelli dirigera notamment la création de la pièce chorégraphique One Step Harder en 2023, avec l'aide du Centre de développement chorégraphique national de Roubaix et de la Direction régionale des Affaires culturelles des Hauts-de-France, mettant en scène le jumpstyle comme danse tribale. 